# 东海岸经济特区
东海岸经济特区（简称“ECER”）是一个涵盖吉兰丹州、登嘉楼州、 彭亨州、及柔佛州丰盛港县的马来西亚半岛东海岸的经济发展区。东海岸经济特区在马来西亚第五任首相阿都拉·巴达威的领导下於马来西亚半岛启动的三个经济走廊之一。东海岸经济特区的开发计划从2007年开始，为期12年，涉及PPP模式。
马来西亚国有的石油天然氣公司－馬來西亞國家石油和另一个私营部门合作伙伴－IOI集團。兩所公司在东海岸都有很强的业务，並由它们兩成立东海岸经济特区发展理事会（ECERDC）以执行总体规划。

## 歷史
东海岸经济特区由马来西亚第五任首相阿都拉·巴达威于2007年10月30日及31日两天在彭亨州首府关丹、登嘉楼州首府瓜拉登嘉楼和吉兰丹州首府哥打峇鲁发起。东海岸经济特区几乎占据了马来西亚半岛的51%。
第六任首相纳吉·阿都拉萨于2008年接任阿都拉·巴达威后，继续履行他对经济走廊发展的承诺，并将其纳入其政府的「转型计划」，以实现“2020年宏愿”。在他的领导下，东海岸经济特区和马中关丹产业园成为他的两项战略举措。两者都是马来西亚的创举，目的是快速推动半岛东海岸的外商直接投资和工业化的流入。
根据《2013年东海岸经济特区发展理事会年度报告》，截至2013年底，该地区吸引了558亿令吉的投资，远超东海岸经济特区到2020年实现1100亿令吉的目标的一半。自2007年以来，东海岸经济特区还创造了约55,000个就业机会。2019年，马来西亚政府透过东海岸经济特区发展理事会推介2018年至2025年东海岸经济特区2.0计划，以加速东海岸的经济转型，并将东海岸与周边地区的经济不平衡、贫富悬殊减到最低，进而提升当地人民福祉。
馬來西亞財政部部長林冠英頃提呈《2020年大馬財政預算案》時表示，撥款6,950萬馬幣予东海岸经济特区发展理事会，用於開發關丹港相關計畫。

## 参与项目

### 运输

#### 铁路
从登嘉楼龙运县吉利地至彭亨关丹港之间曾经有一条由馬來西亞國家石油拥有的铁路，不过已经於2010年11月荒废。
取而代之的是东海岸衔接铁道（ECRL）为一项新的铁路计划，运行速度将达每小时160公里，从哥打峇鲁途经瓜拉登嘉楼、瓜拉龙运、甘马挽至关丹港后往马兰、文德甲、森美兰州瓜拉格拉旺、汝来后至布城、雪兰莪州仁嘉隆后抵达巴生港的西港。
东海岸经济特区的主要运输项目还包括：
- 更新现有的东海岸铁路线系统，以提升从金马士站至巴西马之间的铁轨。[30][31]

#### 陆路
陆路方面，连接关丹和瓜拉尼鲁斯的東海岸大道第二阶段已于2015年开通，目前还计划在未来落实第三和第四阶段，以提升东海岸的高速公路网。其中第三阶段讲从瓜拉登嘉楼经吉兰丹首府哥打峇鲁后于彭加兰古堡完成。第四阶段则从关丹至新山，途经北根。
其他项目还包括升級及新建联邦公路，中枢大道哥打峇鲁至文冬新邦柏朗埃正在兴建中。

#### 空域
空域方面，苏丹马慕国际机场、苏丹阿末沙机场和苏丹依斯迈布特拉机场的设施也隨着新的交通配套而获得提升。

#### 水域
港口方面，关丹港和甘马挽港也将会进行扩建和升级，并发展吉兰丹州的督峇里港。

### 基础设施
东海岸经济特区的主要基础公共建築及設施还包括：
- 在吉兰丹修建水坝，以确保充足的饮用水供应
- 在主要城镇铺设光缆
- 升级现有设施并建造新设施以管理固体废物
- 吉兰丹和登嘉樓防洪工程
- 保护建築物，免其受海岸侵蚀

## 扩展阅读
- 关丹
- 第九大马计划（英语：Ninth Malaysia Plan）
- 马来西亚依斯干达经济特区
- 马来西亚经济
- 沙巴发展走廊（英语：Sabah Development Corridor）
- 砂拉越再生能源走廊（英语：Sarawak Corridor of Renewable Energy）